# Каламаи, Пьеро
Пьеро Каламаи (итал. Piero Calamai; 25 декабря 1897, Генуя, Королевство Италия — 7 апреля 1972, Генуя, Италия) — итальянский морской офицер, капитан лайнера «Андреа Дориа», столкнувшегося 26 июля 1956 года со шведским лайнером «Стокгольм».

## Биография
Пьеро Каламаи родился 25 декабря 1897 года в Генуе, в семье моряков. Его младший брат Марко дослужился до звания контр-адмирала в итальянском флоте, а также командовал Итальянской военно-морской академией, прежде чем окончил морскую службу в 1957 году. Его отец Орест Каламаи основал первый военно-морской журнал в Италии под названием La Marina Mercantile (Торговый флот).
Пьеро Каламаи начал свою карьеру моряка в июле 1916 года, служа прапорщиком в Королевском итальянском флоте. Награжденный Серебряной медалью за воинскую доблесть во время Первой мировой войны за храбрость, он также принимал участие во Второй мировой войне в звании лейтенант-командора дополнения, заслужив вторую Серебряную медаль за воинскую доблесть.
После Второй мировой войны он вернулся в Ruolo Organico della Italia – Società di Navigazione (Общество мореплавателей). Он получил звание офицера и в конечном итоге командовал 27 кораблями. Он был назначен на флагманский пассажирский лайнер «Андреа Дориа». После гибели судна Каламаи вышел на пенсию и даже сказал одному из своих друзей: «Раньше я любил море. Теперь я его ненавижу».
Пьеро Каламаи умер 7 апреля 1972 года в возрасте 74 лет в своём родном городе. Его последними словами были: «Все ли пассажиры в безопасности?». К сожалению, капитан не смог прочитать письмо, написанное почти месяцем ранее Джоном К. Карротерсом, отставным американским военно-морским инженером, который стал одним из ведущих экспертов по морским столкновениям, изучив, в частности, столкновение между «Андреа Дориа» и «Стокгольмом». Карротерс, первый, кто признал ответственность третьего помощника шведского корабля, хотел сообщить Каламаи, что авария, в которой он был главным героем, была изучена в Военно-морской академии США в Аннаполисе, штат Мэриленд. Более того, официальная публикация Военно-морского института США подтвердила реконструкцию Карротерса, которая реабилитировала Каламаи. Письмо содержало выражения очень теплой солидарности, подчеркивая, что потребовалось более 12 лет, чтобы доказать ответственность Швеции, и заканчивалось следующим образом: «Будьте уверены, капитан Каламаи, многие из нас были бы более чем готовы служить под вашим командованием в любое время» (Джон К. Карротерс, письмо от 10 марта 1972 г.).